# Штраусберг
Штра́усберг (нем. Strausberg) — город в Германии, в земле Бранденбург.

## География
Входит в состав района Меркиш-Одерланд.  Занимает площадь 67,86 км². Официальный код — 12 0 64 472.
Город подразделяется на 1 городской район.

## История
С 1947 года по 1949 год в городе дислоцировался 197-й гвардейский краснознамённый Сталинский транспортный авиационный полк.

## Демография
| Год  | Население |
| ---- | --------- |
| 1990 | 28 977    |
| 1995 | 27 312    |
| 2000 | 26 221    |
| 2005 | 26 533    |
| 2010 | 26 206    |
| 2015 | 26 213    |
| 2020 | 26 939    |

## Достопримечательности
- Краеведческий музей, с его многочисленными выставками и большой экспозицией об истории, культуре и образе жизни в городе.
- Городская ратуша (1819 года) и остатки городской крепости.
- Электрический паром (нем. Die Strausberger Fähre) — единственный в Европе паром, работающий на электротяге.
- Местный аэродром и его музей.

## Фотографии

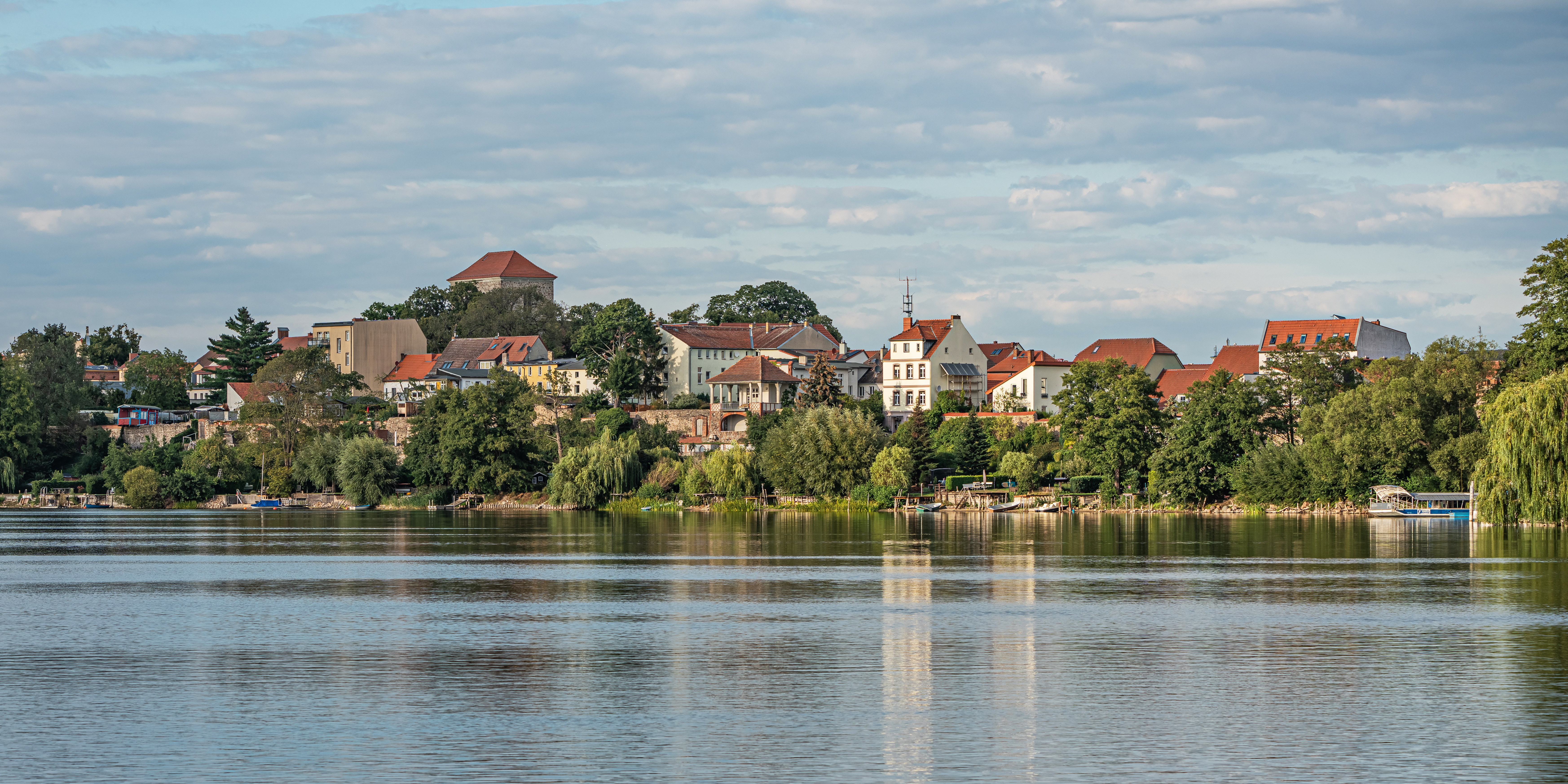
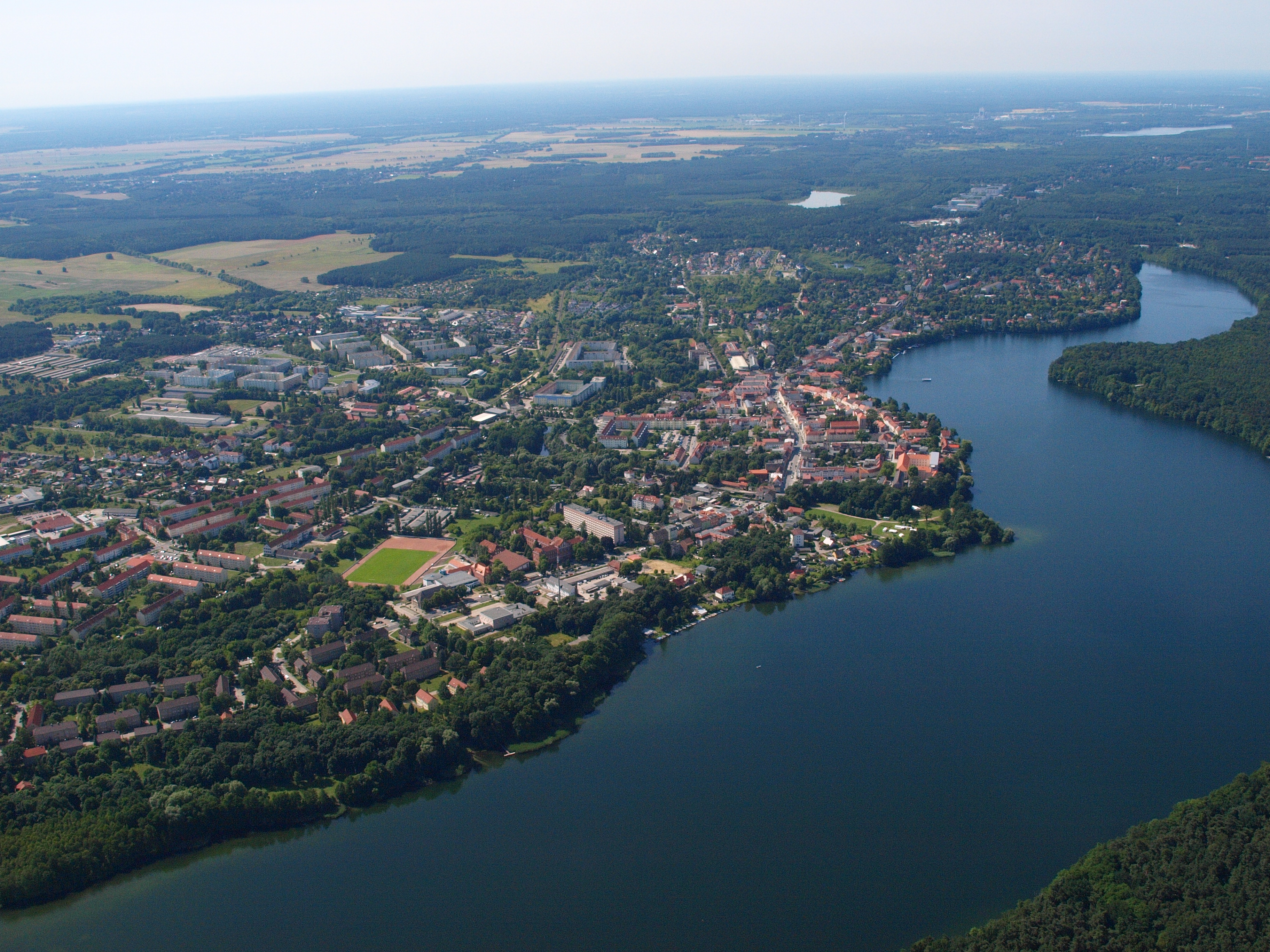
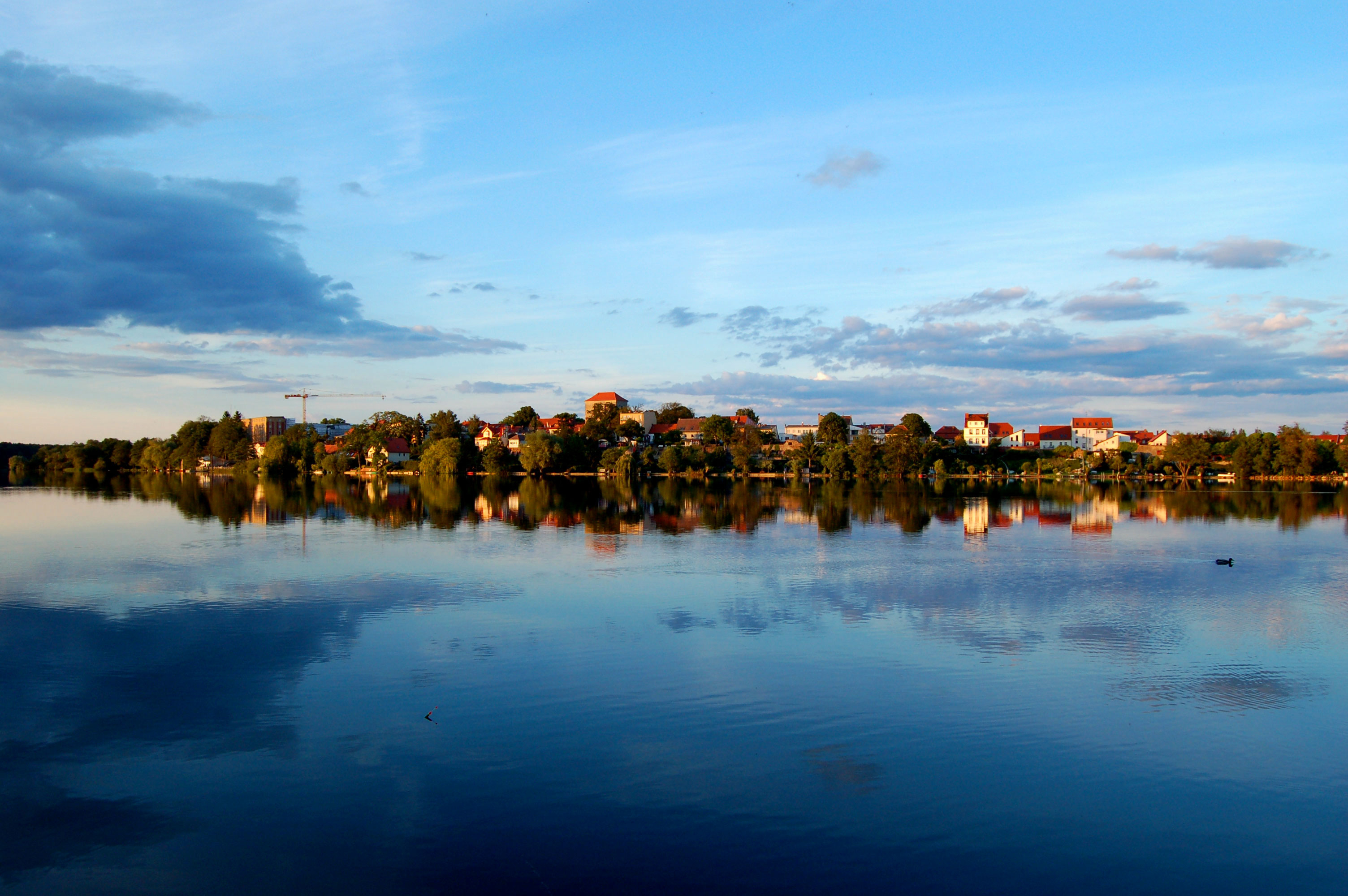
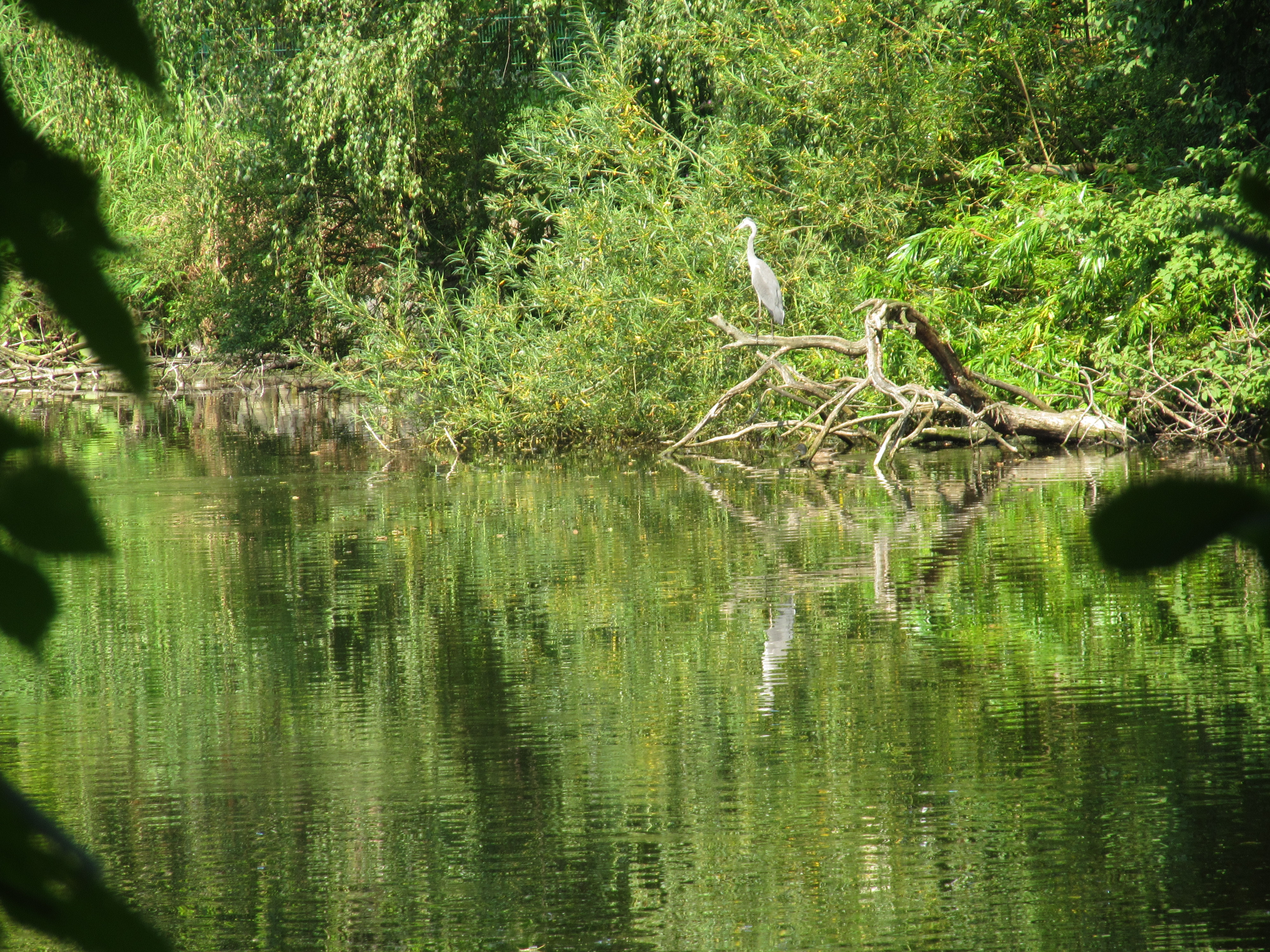
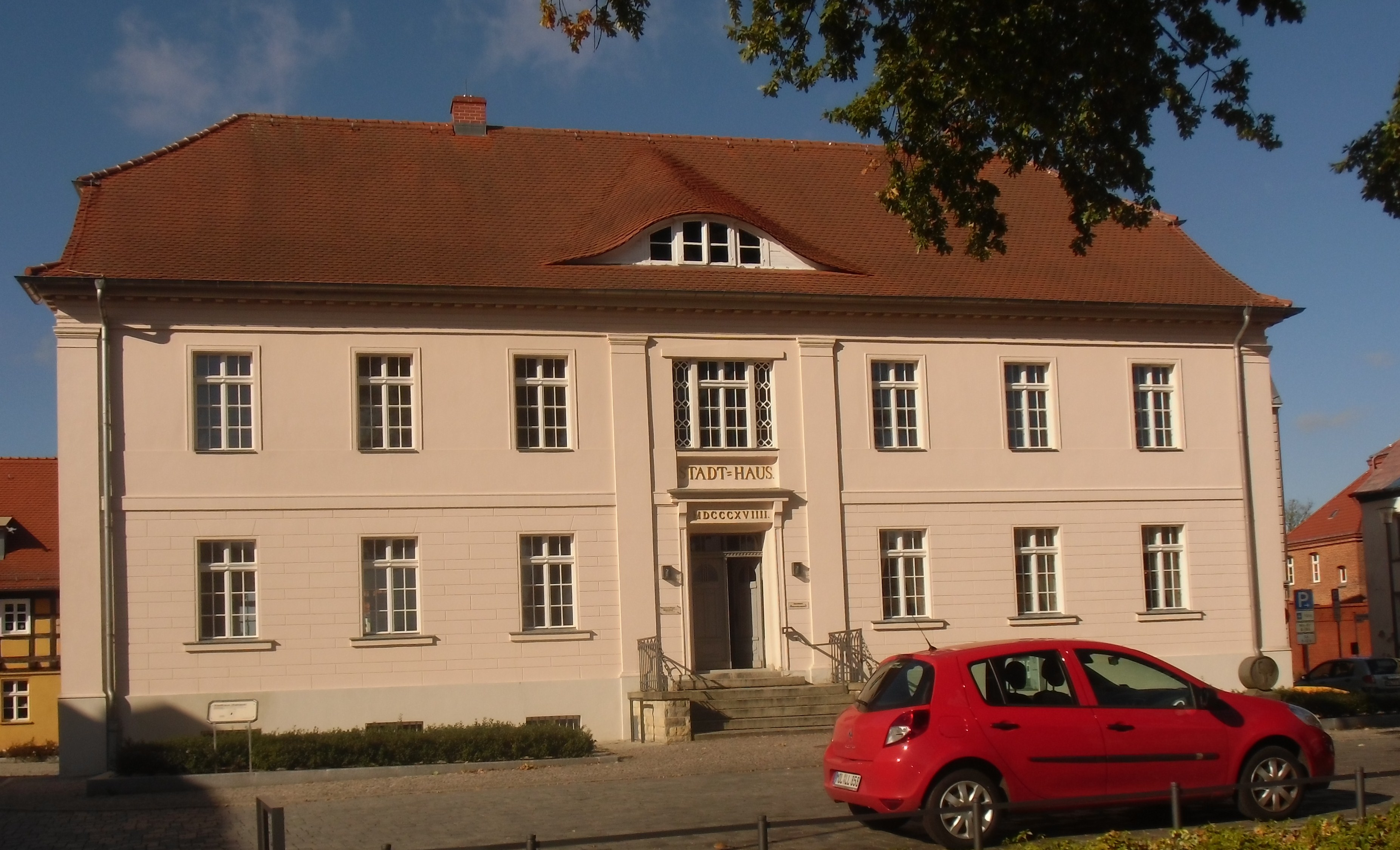
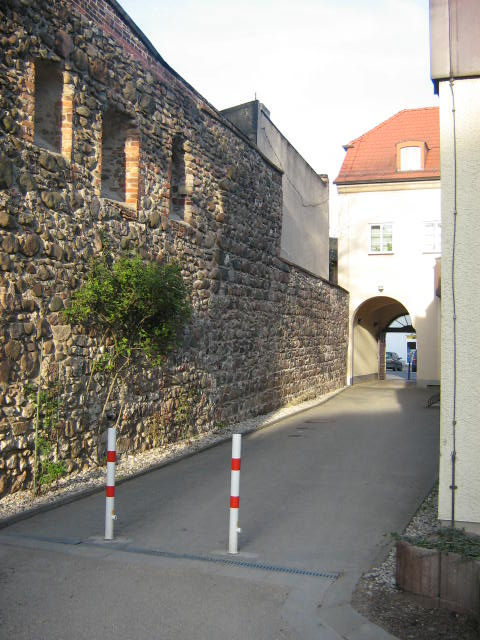
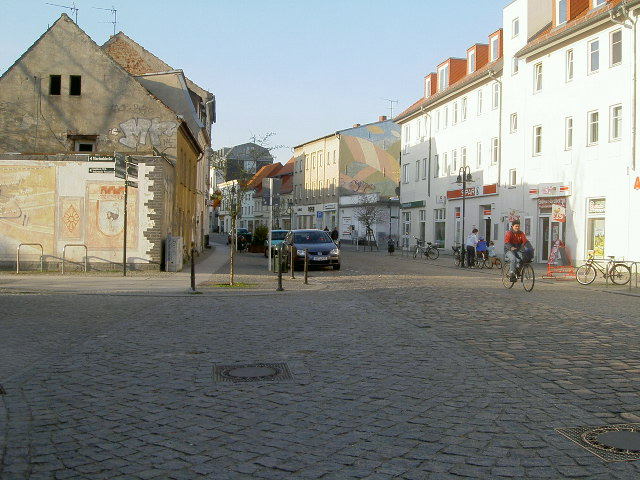
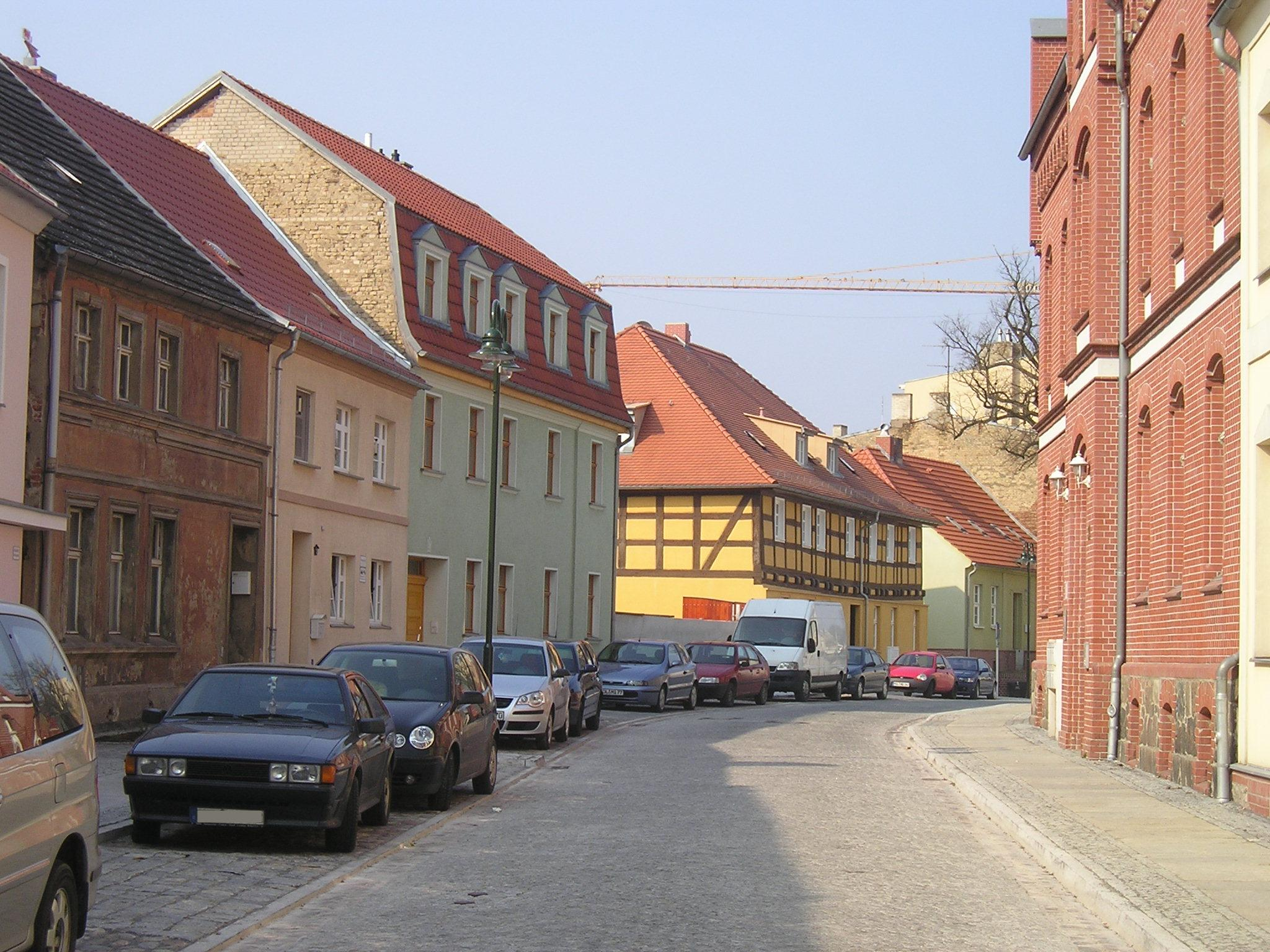
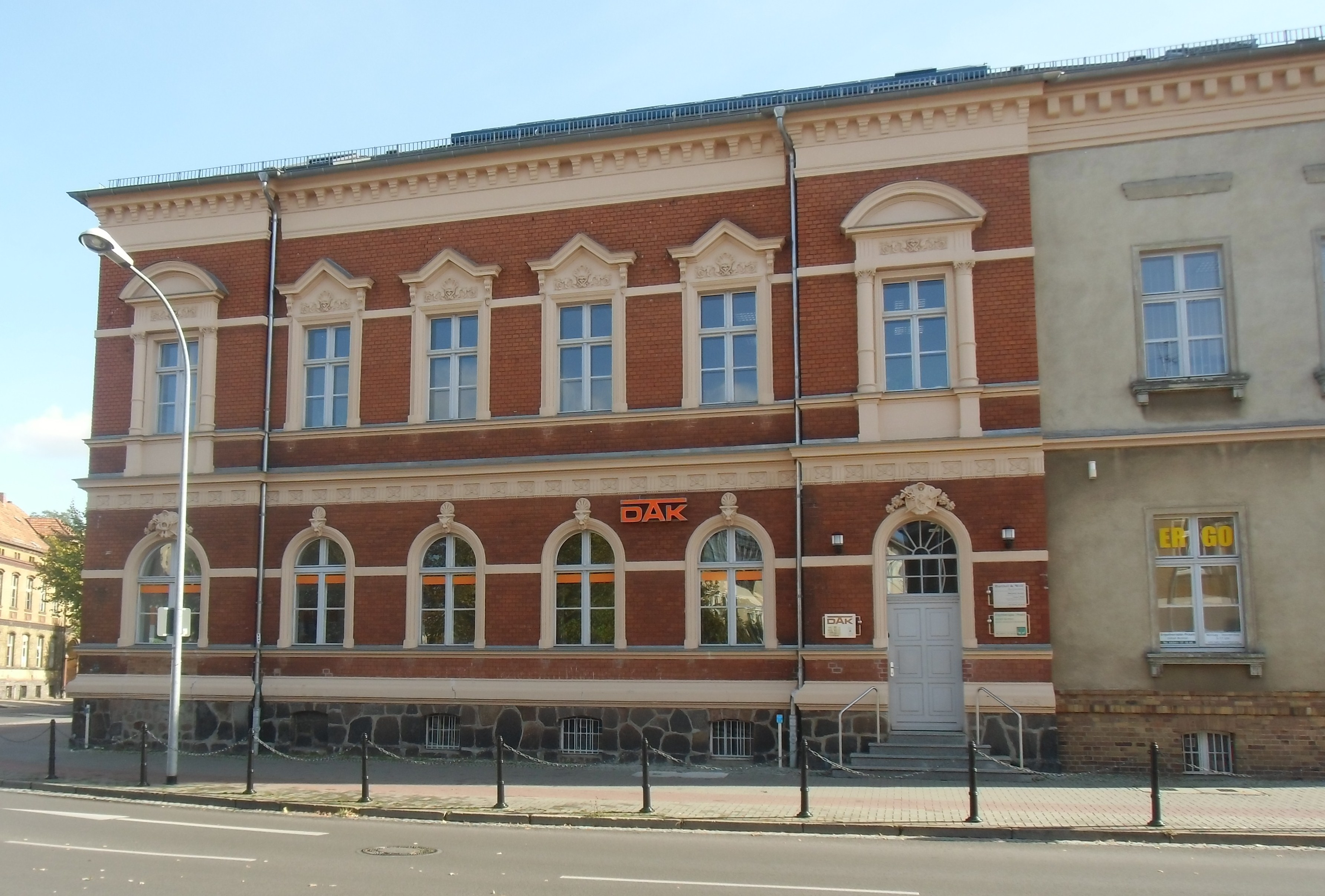
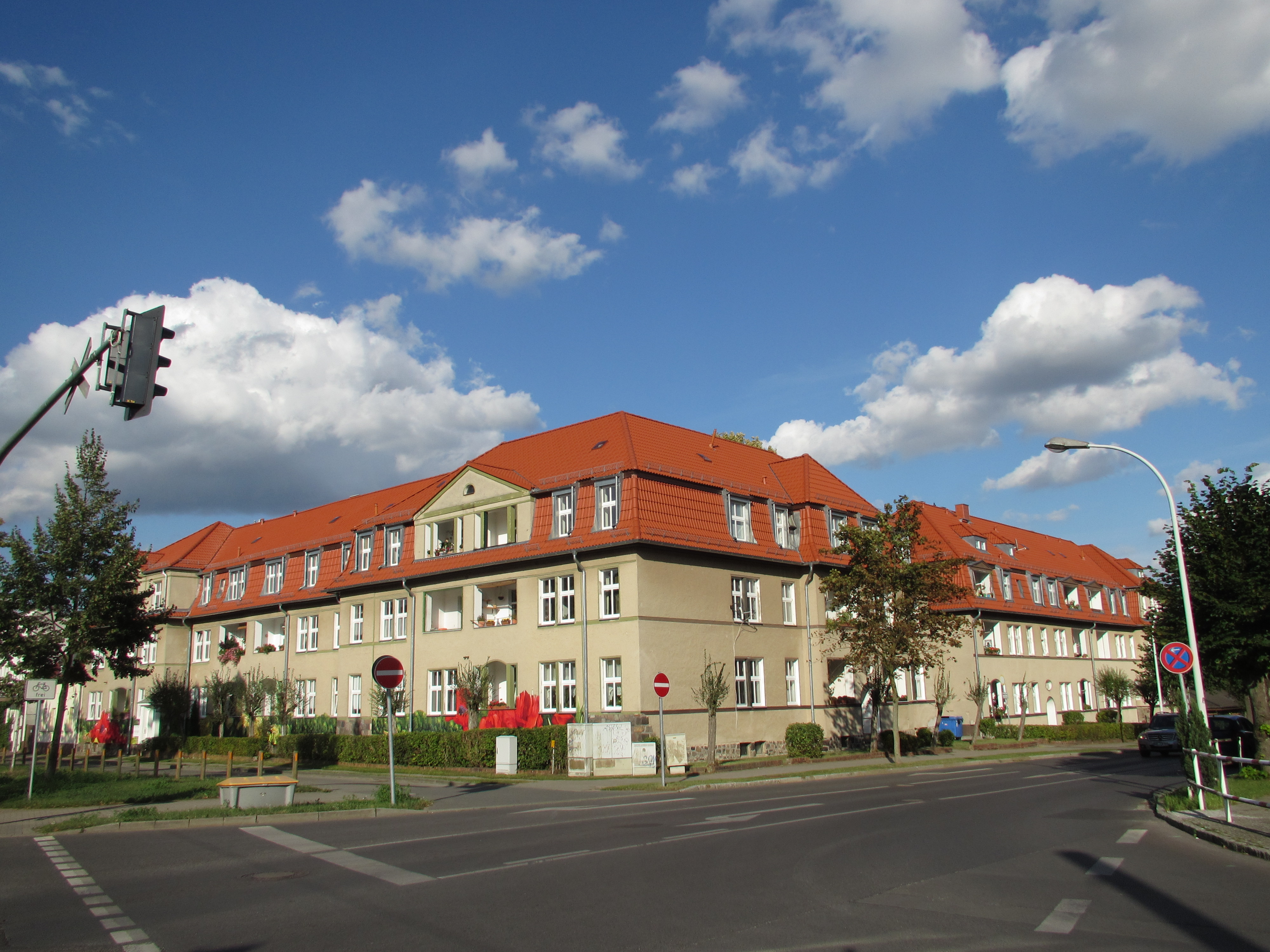
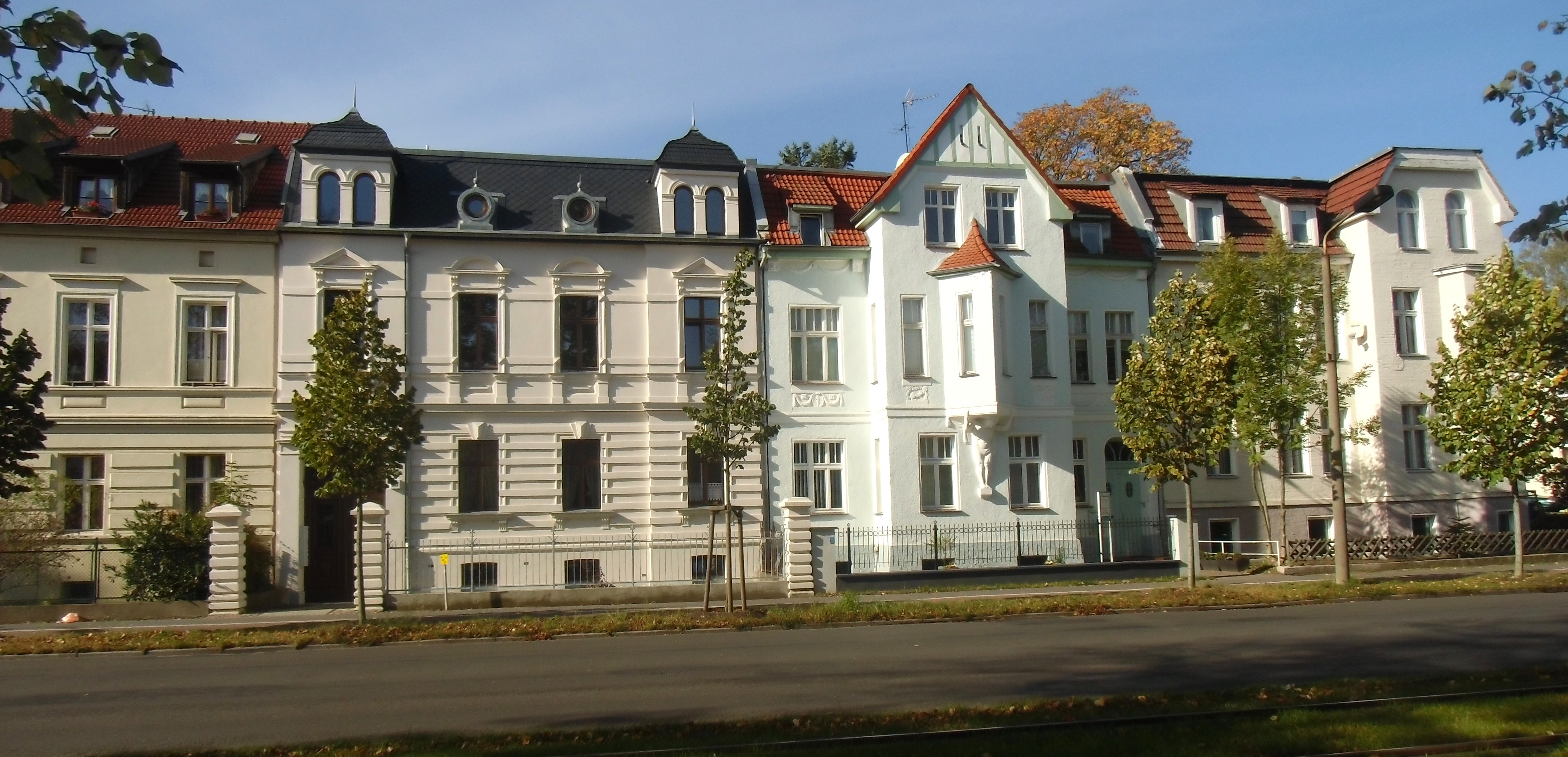
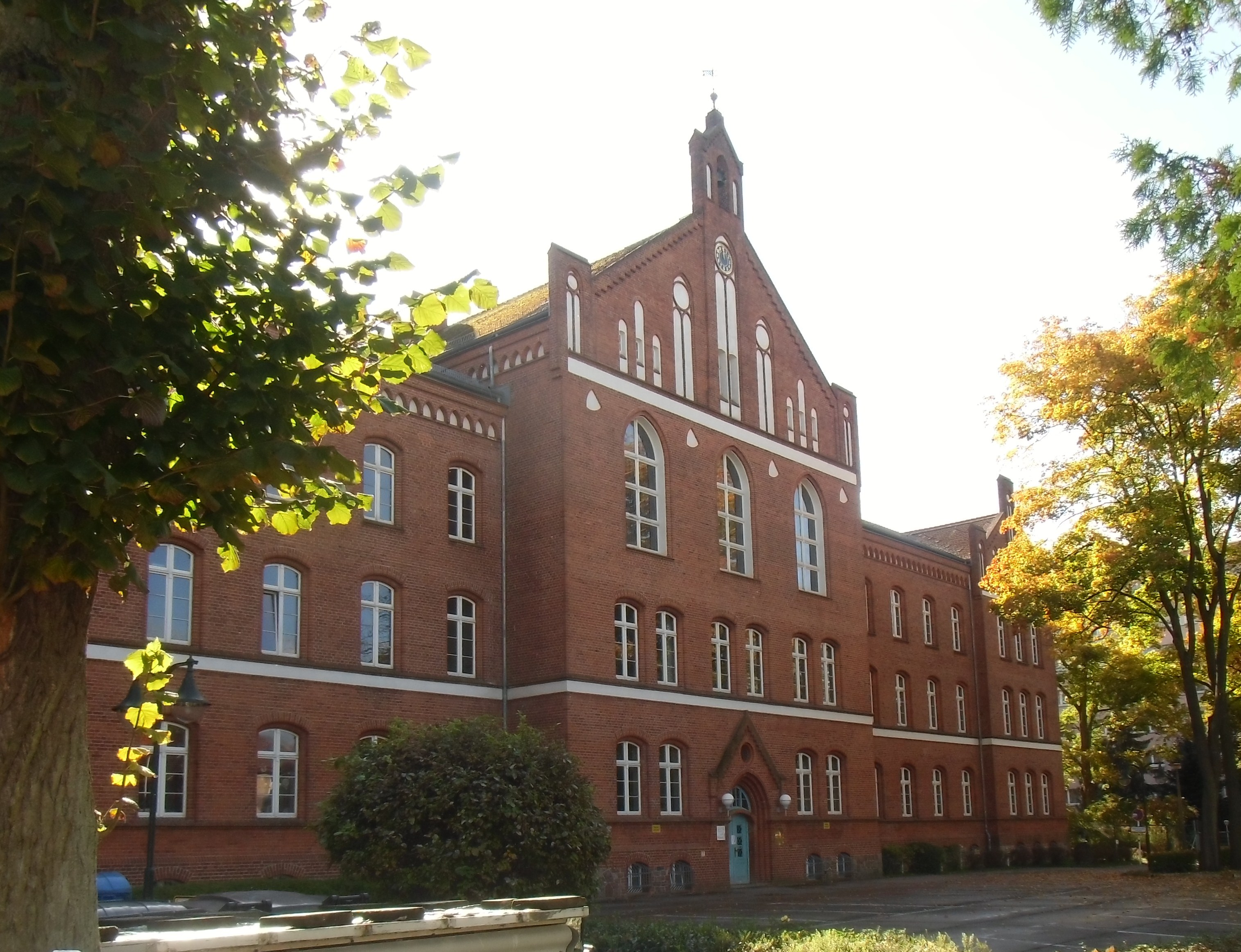
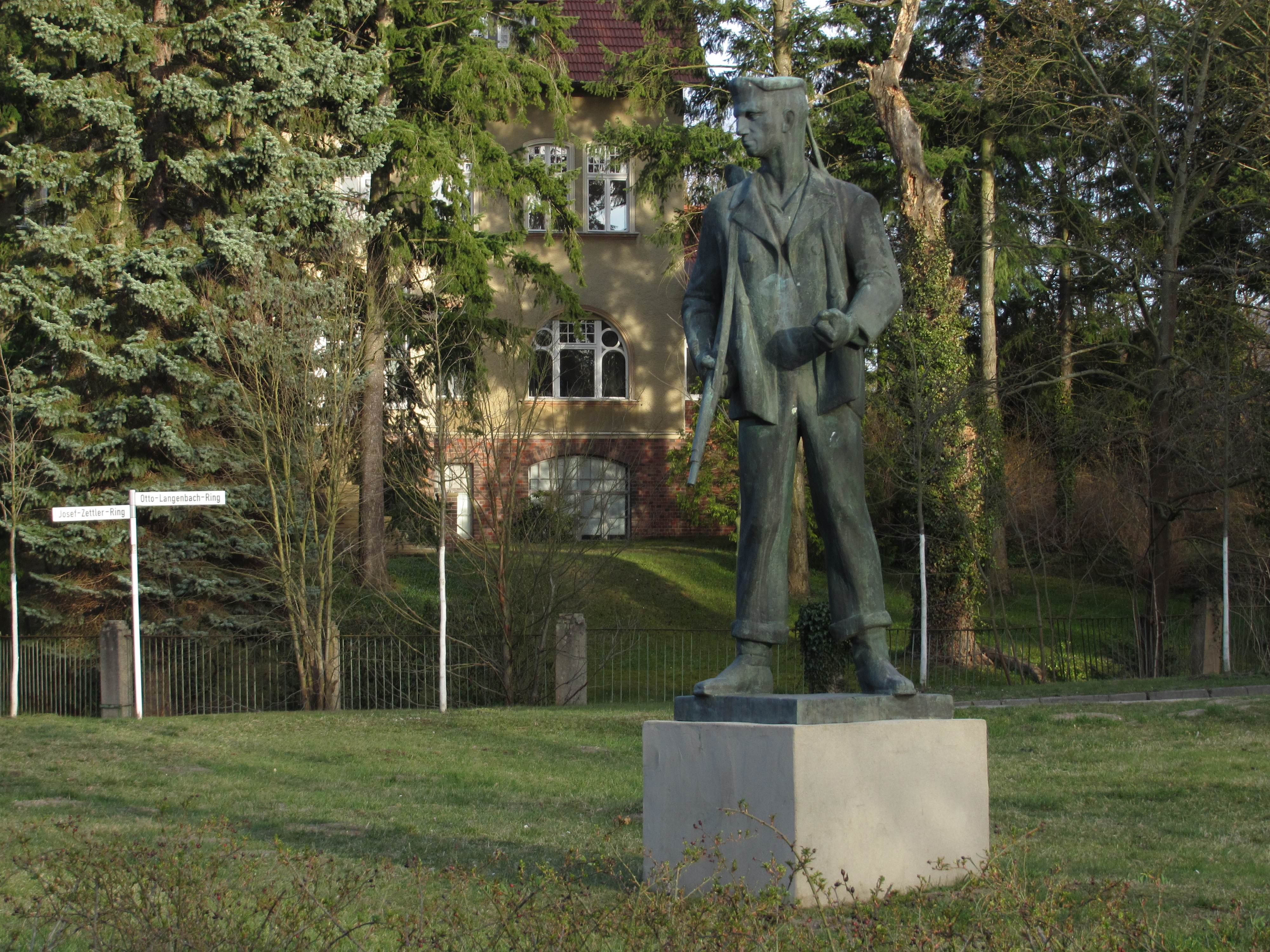
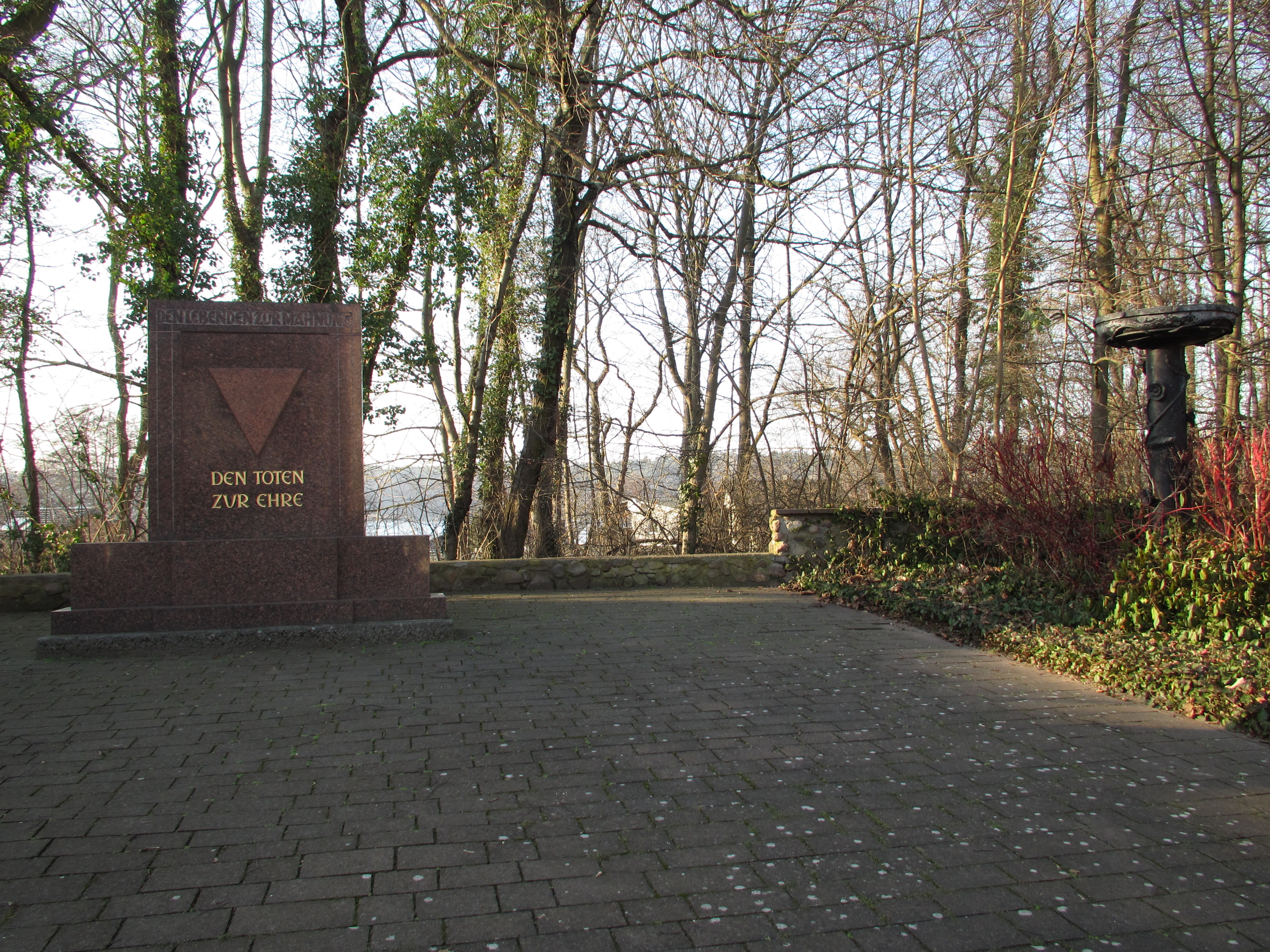
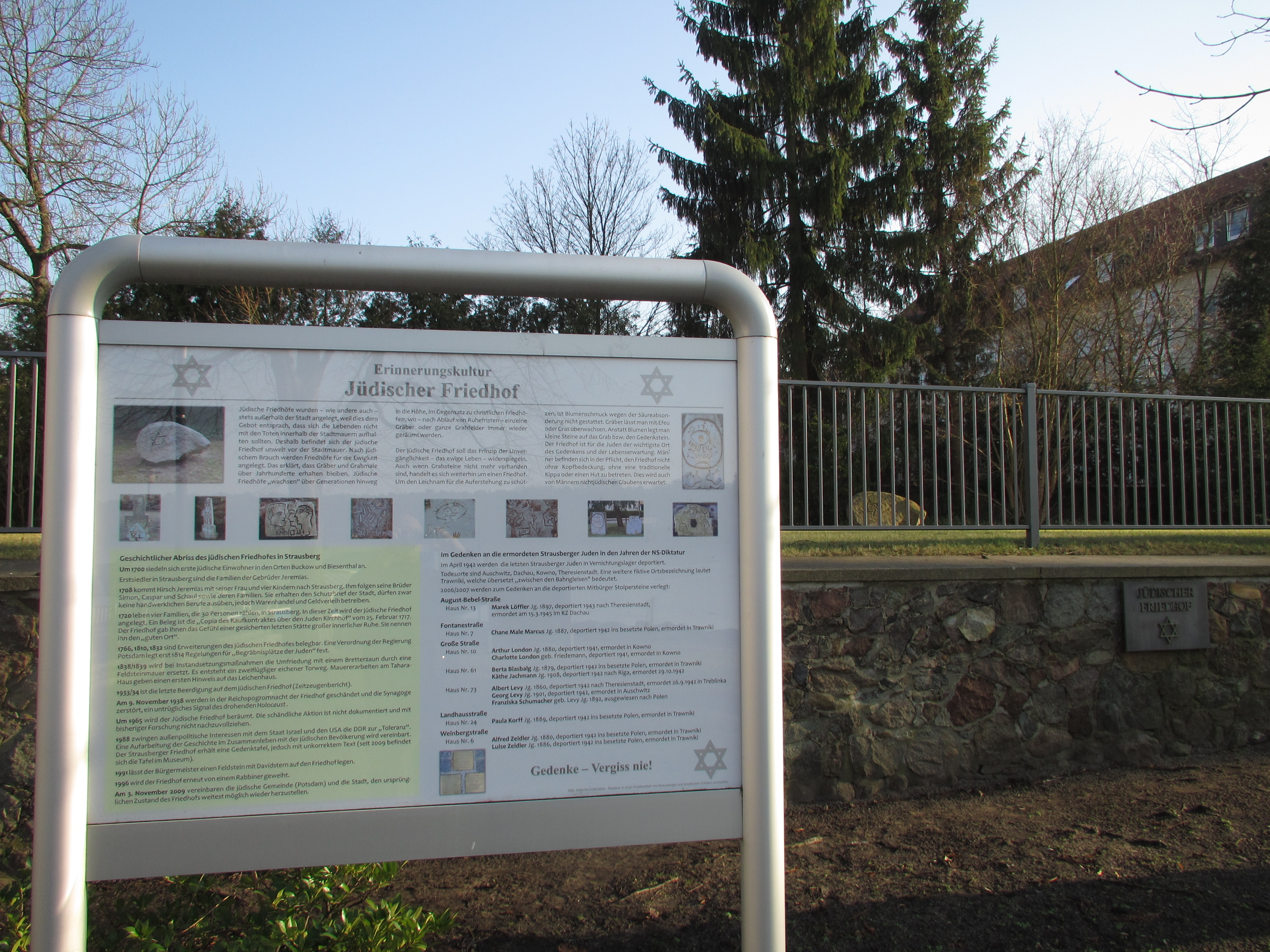
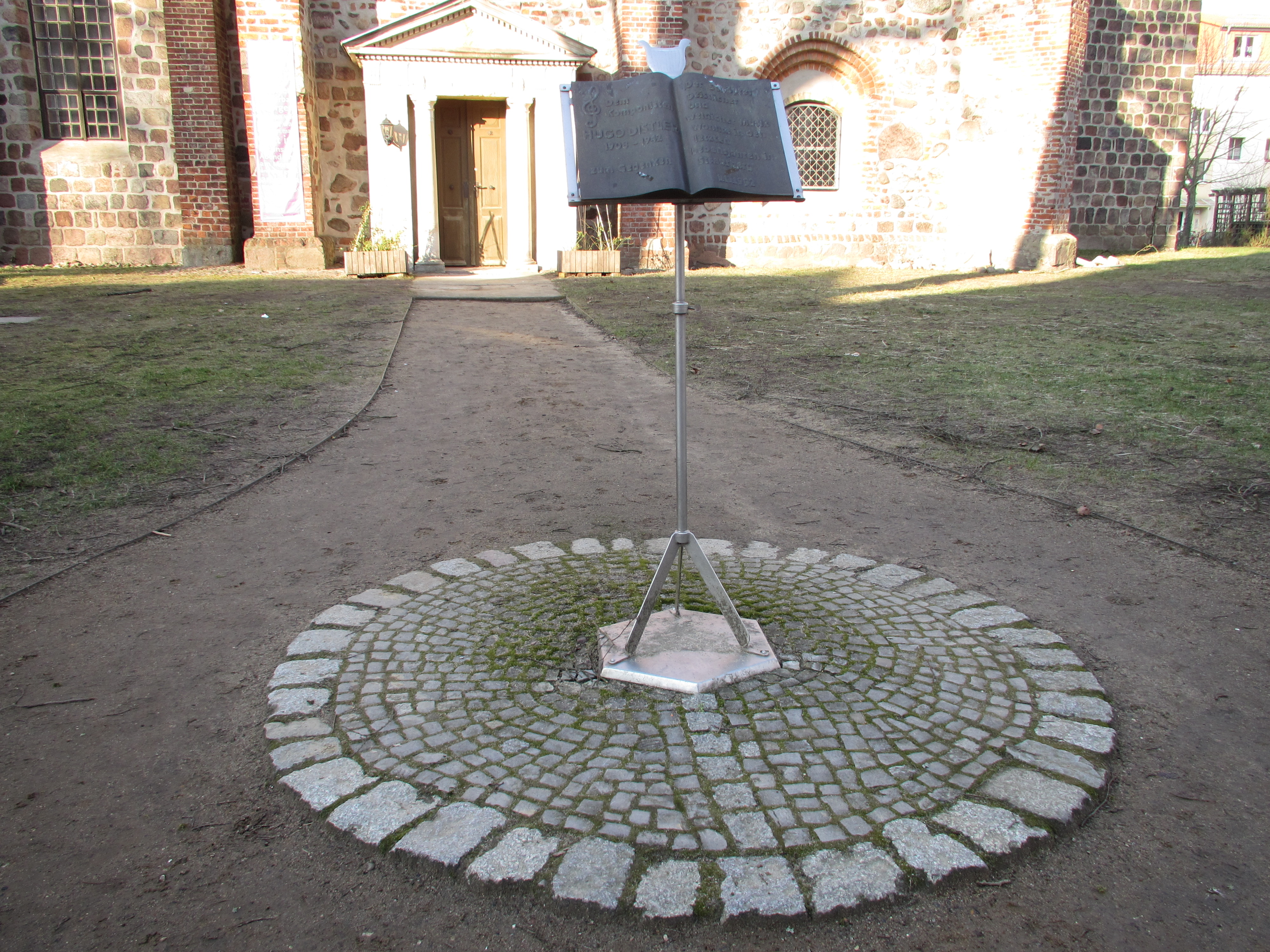
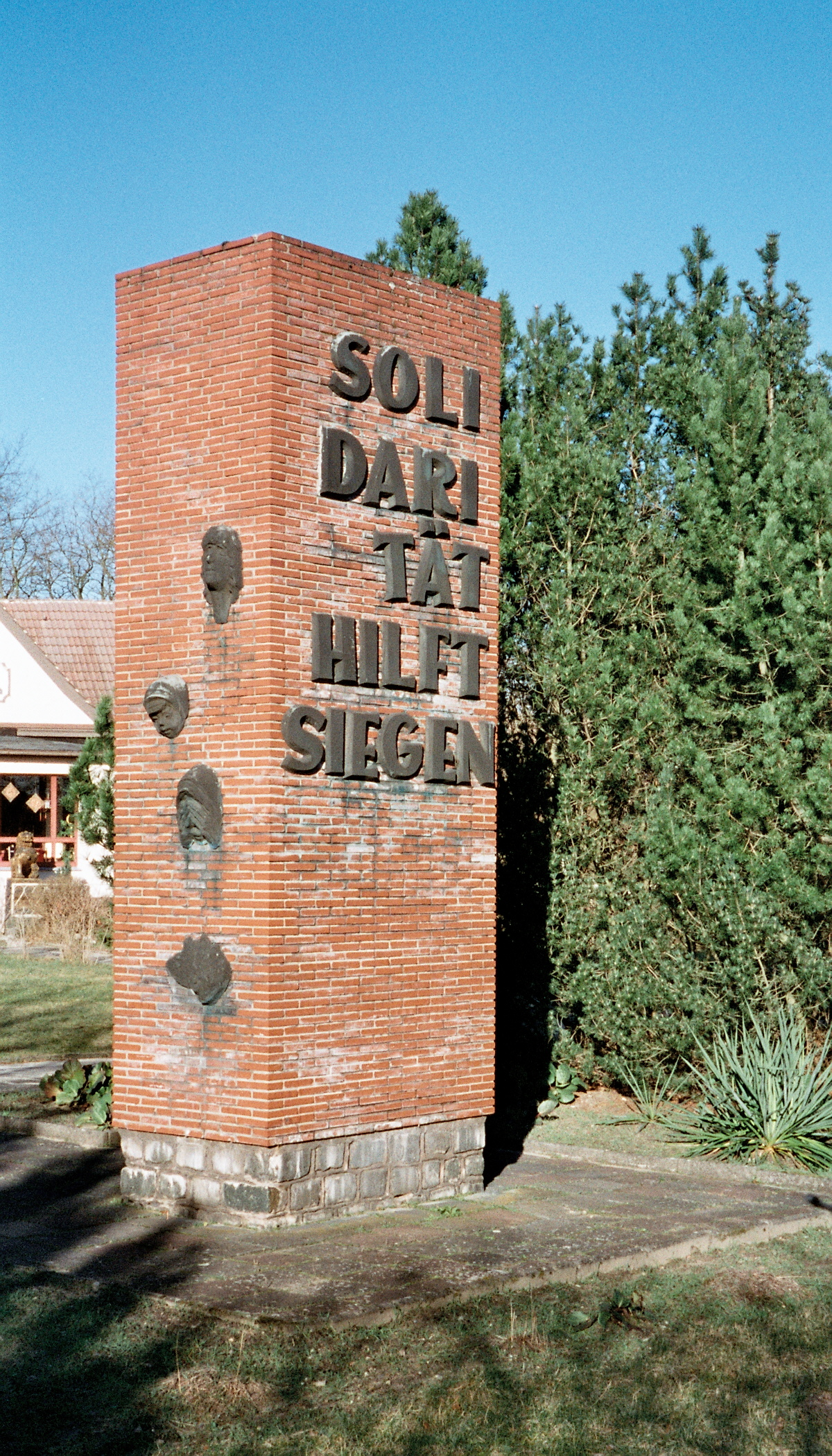
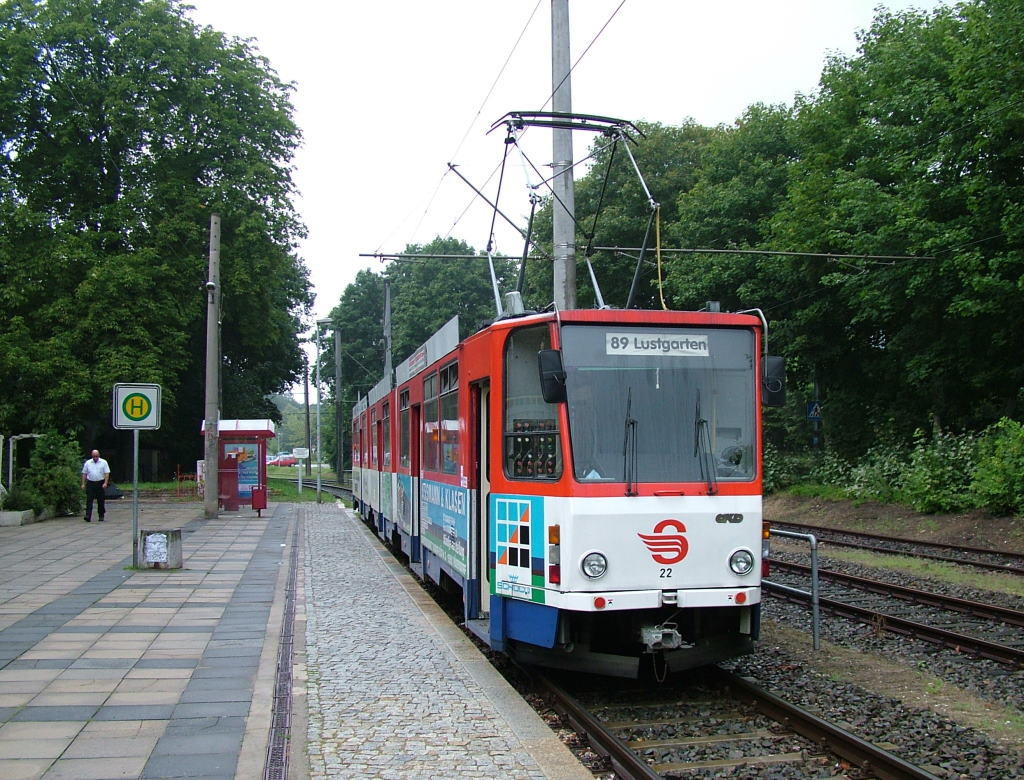

## Города-побратимы
- Дембно (пол. Dębno), Польша
- Франкенталь (нем. Frankenthal), Германия
- Терезин (чеш. Terezín), Чехия